# Callopistria pteridis
Callopistria pteridis là một loài bướm đêm trong họ Noctuidae.